# جزر و مد (فیلم ۱۹۷۳)
جزر و مد (انگلیسی: Jwaar Bhata) فیلم هندی محصول سال ۱۹۷۳ است. توسط هارگوبیند و ان. بانسالی تولید شده و بازیگرانی همچون درمندرا، سایرا بانو، جیون، راجندرا نات و سوجیت کومار در آن نقش آفرینی کرده‌اند. موسیقی فیلم توسط لاکسیمیکانت-پیارلال ساخته شد. این فیلم بازساخته ای از فیلم تلوگو قایم موشک بود.

## پیوند بیرونی
- Jwar Bhata در بانک اطلاعات اینترنتی فیلم‌ها (IMDb)